# Jusuf Habibie
Bacharuddin Jusuf Habibie, conocido como B.J. Habibie (Pare-Pare, Célebes; 25 de junio de 1936-Yakarta, 11 de septiembre de 2019), fue un militar, ingeniero aeronáutico y político indonesio, tercer presidente de Indonesia (1998-1999).

## Biografía
B. J. Habibie fue el primer presidente indonesio que nació fuera de Java, concretamente en la isla de Celebes. Es de etnia Gorontalo del linaje de su padre que vino de Kabila, Gorontalo y etnia javanesa de su madre que vino de Yogyakarta.
Se graduó como ingeniero aeronáutico en la Universidad Técnica de Aquisgrán, Alemania, en 1960; recibió título de doctorado en 1965. 
En 1974 el presidente Suharto le convenció de regresar a Indonesia y lo nombró asesor tecnológico de la presidencia. En 1978 fue designado ministro de Tecnología e Investigación, cargo que ejerció durante 20 años y que lo convirtió en uno de los más influyentes miembros del régimen de Suharto. 
En marzo de 1998 fue elegido vicepresidente por el Parlamento, y apenas dos meses después, tras la renuncia de Suharto fue nombrado presidente, manteniendo los mismos lineamientos del régimen. Pero a principios de 1999 emprendió una fuerte reforma política, promoviendo el pluralismo y la descentralización del país. Convocado un nuevo Parlamento en octubre de 1999, Habibie perdió la posibilidad de continuar su mandato ante el líder islamista Abdurrahman Wahid.
El 11 de septiembre de 2019, falleció a los 83 años en Yakarta, Indonesia.